# Květná

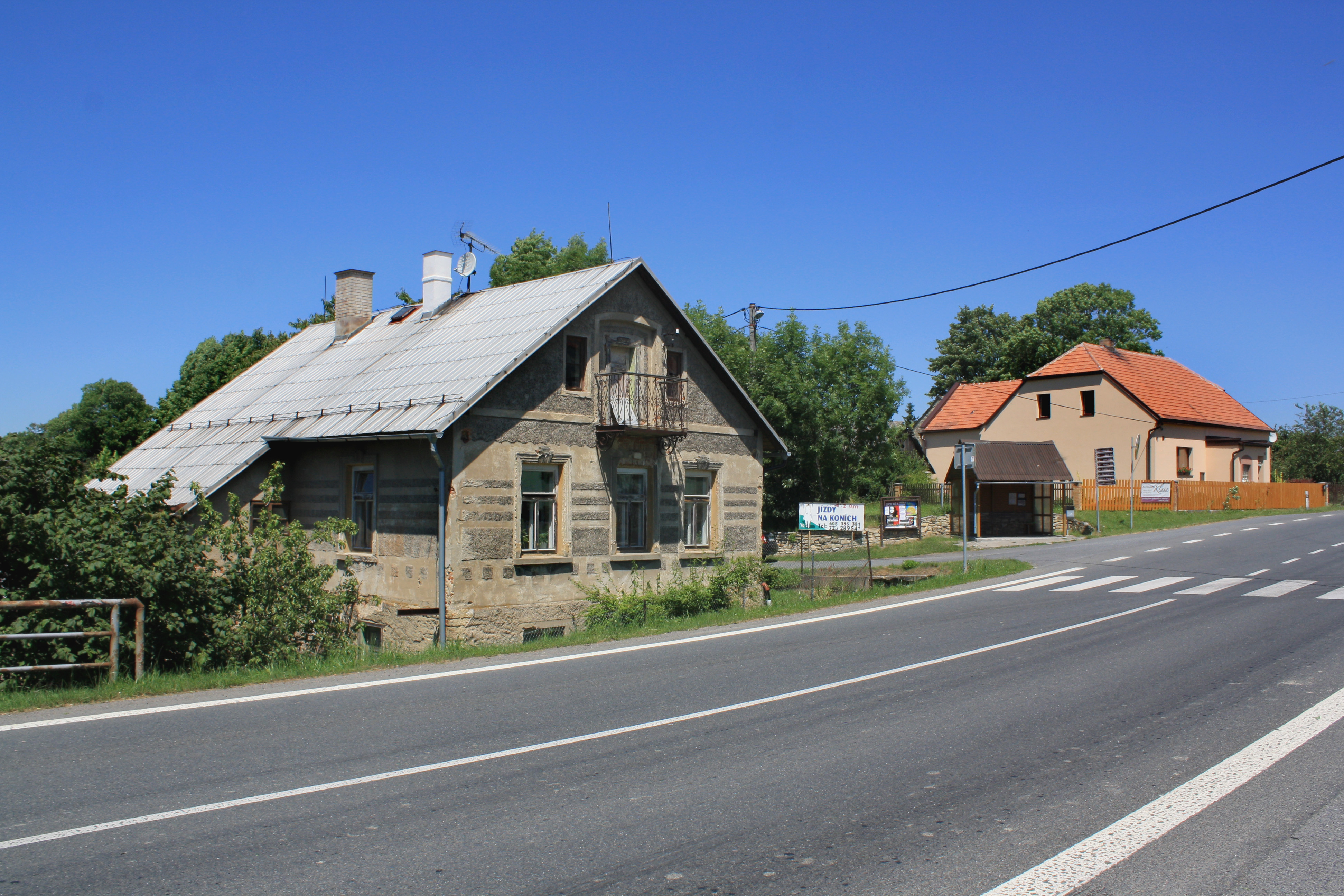
Květná

Květná (deutsch Blumenau) ist eine Gemeinde in Tschechien. Sie liegt neun Kilometer westlich der Stadt Svitavy und gehört zum Okres Svitavy.

## Geographie
Das Waldhufendorf erstreckt sich im oberen Teil eines Seitentales der Loučná in der Böhmisch-Mährischen Höhe. Im südlichen Teil des Ortes wird Květná von der Staatsstraße 34 zwischen Polička und Svitavy durchquert. Südlich von Květná verläuft die Eisenbahnstrecke Svitavy – Skuteč, dort befindet sich der Haltepunkt Květná zastávka. Die Bahnstation Květná liegt bei Borová Krčma. Nach Nordwesten grenzt das Waldgebiet Vysoký les an. Im südwestlich des Dorfes gelegenen Černý les befindet sich ein Militärgebiet.
Nachbarorte sind Chmelík und Karle im Norden, Ostrý Kámen im Nordosten, Borová Krčma und Vendolí im Osten, Radiměř im Südosten, Stašov im Süden, Pomezí im Südwesten, Haná und Lezník im Westen sowie Vysoký Les im Nordwesten.

## Geschichte
Das Dorf wurde durch das Prämonstratenserstift Litomyšl im Zuge der Kolonisation der böhmisch-mährischen Grenzwälder durch deutsche Siedler angelegt. Erstmals urkundlich erwähnt wurde der Ort als Quietne im Jahre 1347, als er dem Bistum Litomyšl zugeschrieben wurde. Seit 1350 ist in dem Dorf, das damals Blumnow genannt wurde, eine zur Pfarre Karlsbrunn gehörige Filialkirche belegbar. 1421 plünderten die Hussiten die Gegend. Nach dem Untergang des Bistums gehörte Blumenau zur Herrschaft Litomyšl. Während des Dreißigjährigen Krieges besetzten die Schweden das Dorf. 1677 lebten in Blumenau 204 Menschen. Im Jahre 1680 brach ein Bauernaufstand auf. Unter Führung des Erbrichters Karl Wala zogen die Bauern nach Litomyšl, wo sich insgesamt 5000 Aufständische aus den umliegenden Dörfern versammelten und mit dem Schlosshauptmann von Lichtenfels über Erleichterung der Fronlasten verhandelten. Nach der Niederschlagung der Revolte wurden die Rädelsführer, darunter auch die Blumenauer Bauern Czepa und Huschka, hingerichtet.
1694 wurde anderthalb Kilometer südöstlich auf herrschaftlichem Grund die aus neun Häusern bestehende Ansiedlung Kieferkratschen angelegt, die ein Jahr später zu Blumenau kam. 1765 begann ein zwölfjähriger Gerichtsprozess zwischen dem Besitzer der Herrschaft Litomyšl, Georg Christian von Waldstein-Wartenberg und dem Blumenauer Erbrichter Franz Wala, in dem der Richter letztlich dem Frondienst gegenüber der Herrschaft unterworfen wurde. 1775 wurde der Richter Wala beschuldigt, den Stadtbrand von Litomyšl gelegt zu haben und er musste in Prag Spießrutenlaufen. Wala erreichte eine Audienz bei Kaiser Joseph II., bei der er seine Unschuld darlegen konnte. Am 16. September 1776 besuchte der Kaiser während einer Inspektionsreise mit General Franz Moritz von Lacy durch Böhmen den Richter auf seinem Krankenlager.
1814 wurde die Kirche in Blumenau zur Pfarrkirche erhoben. Im Jahre 1817 entstand die neue Straße von Polička nach Svitavy, die durch Blumenau führte. Nach der Aufhebung der Patrimonialherrschaften bildete Blumenau/Květná ab 1850 eine Gemeinde im Bezirk Litomyšl. 1895 wurde die Eisenbahnstrecke von Polička nach Svitavy eingeweiht. Nachdem die alte Kirche zu klein geworden war, erfolgte in den Jahren 1902 bis 1906 ein Neubau neben der alten Kirche, die dann 1908 abgebrochen wurde. Im Jahre 1930 hatte Blumenau 645 Einwohner, die durchweg Deutsche waren. Nach dem Münchner Abkommen wurde das Dorf 1938 dem Deutschen Reich zugeschlagen und es gehörte bis 1945 zum Landkreis Zwittau.
Am 9. Mai 1945 besetzte die Rote Armee Blumenau. Nach dem Zweiten Weltkrieg wurde die Gemeinde Květná dem Okres Polička zugeordnet. Zwischen 1945 und 1946 wurden die deutschen Bewohner vertrieben, ein großer Teil wurde in der bayerischen Gemeinde Aurach ansässig. Im Zuge der Gebietsreform wurde der Okres Polička zum 1. Jänner 1961 aufgelöst, seitdem gehört Květná zum Okres Svitavy. Am 1. Juli 1971 verlor Borová Krčma den Status eines Ortsteiles.

## Gemeindegliederung
Für die Gemeinde Květná sind keine Ortsteile ausgewiesen. Zu Květná gehört der aus zwei Häusern bestehende Weiler Borová Krčma (Kieferkratschen).

## Sehenswürdigkeiten
- Kirche St. Laurentius, erbaut 1902–1906 nach Plänen von Antonín Béba im neoromanischen Stil. Sie entstand neben der alten Holzkirche, die 1908 abgerissen wurde
- Ehemaliges Pfarrhaus
- Pestsäule aus dem Jahre 1716 im Pfarrgarten
- Marterl mit Statuen des Heiligen Johannes von Nepomuk und Paulus, geschaffen zum Gedenken an den Hagelschlag vom 26. Juni 1802